# 香月秀之
香月 秀之（かつき ひでゆき）は、日本の映画監督。日本映画監督協会会員。

## 来歴・人物
- 東映京都撮影所入所、助監督となる。その後東京撮影所に移籍し、佐藤純彌監督に師事
- 日活『不法滞在 (映画)|不法滞在』（陣内孝則主演）で劇場映画監督デビュー（1996年）
- 日活『借王・シャッキング』シリーズで、和泉聖治監督と共に監督を務める（1996年）
- 吉本興業と朝日放送（現：朝日放送テレビ）が創設した、Ｍ-1グランプリの初代受賞者中川家で、特別協賛のオートバックスセブンのＣＭを監督（2001年）
- 第57回毎日映画コンクールで自身が監督を務めた『KUMISO』が日本映画ファン賞に選ばれる（2002年）
- モナコ国際映画祭では原作を手がけた『Yoriko-寄子-』がベストオリジナルストーリーアワード受賞（2007年）
- 朝日放送60周年記念作品・東映『君が踊る、夏』では、自身が脚本・監督を務める（2010年）
- 第24回東京国際映画祭・特別上映作品『明日に架ける愛』では、自身が脚本・監督を務める（2011年）
- 青年海外協力隊50周年記念映画『クロスロード (2015年の映画)』では、自身が初のプロデュースを務める（2015年）

## フィルモグラフィ

### 映画 / 監督・脚本・プロデュース
- 1992年製作 東映「天国の大罪」- 助監督
- 1993年製作 東映「集団左遷」- 助監督
- 1994年製作 東映「未知への旅人」- 助監督
- 1995年製作 東映「人造人間ハカイダー」 - 助監督
- 1996年製作 東映「日本一短い「母」への手紙」- 助監督
- 1997年製作 日活「不法滞在 (映画)|不法滞在」 - 監督・脚本
- 1997年製作 日活「借王 シャッキング 2」　- 監督・脚本
- 1998年製作 日活「借王 シャッキング 3」- 監督・脚本
- 2000年製作 日活「9-NINE」  - 監督・脚本
- 2001年製作 日活「BACK STAGE」 - 監督・脚本
- 2001年製作 日活「借王 シャッキング ファイナル」 - 監督・脚本
- 2002年製作 毎日映画コンクール 日本映画ファン賞　「KUMISO／組葬」 - 監督・脚本
- 2003年製作 東映ビデオ「デコトラの鷲 其の壱  祭りばやし」 - 監督・脚本
- 2004年製作 東映ビデオ「デコトラの鷲 其の弐 会津・喜多方・人情街道!」- 監督・脚本
- 2005年製作 東映ビデオ「デコトラの鷲 其の参 恋の花咲く清水港」 - 監督・脚本
- 2006年製作 東映ビデオ「デコトラの鷲 其の四 愛と涙の男鹿半島」- 監督・脚本
- 2007年製作 東映ビデオ「デコトラの鷲 其の五 火の国熊本親子特急便」  - 監督・脚本
- 2007年製作 モナコ国際映画祭・ベストオリジナルストーリーアワード受賞『Yoriko-寄子-』- 原作
- 2010年製作 東映「君が踊る、夏」（朝日放送60周年記念） - 監督・脚本
- 2012年製作 ティ・ジョイ「明日に架ける愛」～第24回東京国際映画祭・特別上映作品～　- 監督・脚本
- 2013年製作 ティ・ジョイ「極道の妻たち Neo」- 監督
- 2013年製作 東映ビデオ「テコンドー魂〜Rebirth〜」- 監督・脚本
- 2015年製作 青年海外協力隊50周年記念「クロスロード (2015年の映画)」- プロデュース
- 2020年製作 フレッシュハーツ「新デコトラの鷲」- 監督・脚本
- 2021年製作 イオンエンターテイメント「お終活 熟春!人生、百年時代の過ごし方」- 監督・脚本
- 2023年製作 イオンエンターテイメント「お終活 再春!人生ラプソディ」- 監督・脚本

### テレビドラマ/ 監督・脚本
- 2006年 WOWOW「ドラゴンフライ (テレビドラマ)」原作：室井佑月　/  監督・脚本
- 2007年 WOWOW「パーフェクト・パートナー」 / 監督・脚本
- 2007年 WOWOW「江原啓之への質問状 〜永遠の記憶〜」/ 監督・脚本
- 2008年 WOWOW ドラマW 君の望む死に方 / 監督
- 2009年 WOWOW ミッドナイト☆ドラマ「借王」〜銭の達人〜」/  監督・脚本
- 2010年 WOWOW ミッドナイト☆ドラマ「借王」〜運命の報酬〜]　/ 監督・脚本
- 2012年 WOWOW 連続ドラマW 「マグマ」 原作：真山仁  脚本：篠崎絵里子 /　 監督
- 2013年 テレビ東京　水曜ミステリー9「作家探偵3」 原案：山村紅葉 脚本：佐伯俊道 /  監督
- 2014年 テレビ東京　水曜ミステリー9「借王」～華麗なる借金返済作戦～」/　監督・脚本
- 2015年 テレビ東京　水曜ミステリー9「夏樹静子サスペンス　逆転弁護士ヤブハラ 証言拒否」原作：夏樹静子 脚本：久松真一 /  監督
- 2015年 テレビ東京　水曜ミステリー9「夏樹静子サスペンス　逆転弁護士ヤブハラ 京都17年前の真実」原作：夏樹静子 脚本：久松真一 /  監督
- 2016年 土曜ワイド劇場「深層捜査」／監督・脚本
- 2017年 日曜ワイド「深層捜査２」／監督・脚本
- 2019年 日曜プライム「深層捜査スペシャル」／監督

### オリジナルビデオ / 監督・脚本
- 1997年製作 日活「平成悪名伝 ザ・まむし」
- 1998年製作 日活「ダブル極道 いてまえ!!」
- 1998年製作 日活「攻略の掟」
- 2000年製作 日活「借金地獄」
- 2000年製作 日活「釣王／フィッシングキング」
- 2001年製作 東映ビデオ「修羅の蛮王」

### ネットシネマ / 監督・脚本
- 2002年製作 「チャンスの神様」
- 2003年製作 「プチ美人の悲劇」／原作：室井佑月
- 2004年製作 「プチ美人とお金」／原作：室井佑月
- 2005年製作 「マネー・ドロー」

### 原作・脚本
- 1995年製作 「仕切り屋五郎」  マンガ原作
- 2004年製作 「愛してナイト」／原作：多田かおる　ネットシネマ / 脚本
- 2007年製作 「Yoriko-寄子-」 ～モナコ国際映画祭ベストオリジナルストーリーアワード受賞～   / 原作
- 2008年製作 「ママの神様」TBS系   原作：室井佑月　/　脚本

### ＣＭ
- リーブ21
- オートバックス
- ＴＨＥ ＫＩＳＳ
- コスモ石油ガス